# Scoot Henderson
Sterling "Scoot" Henderson (Marietta, Georgia, 3 de febrero de 2004) es un jugador de baloncesto estadounidense que juega en los Portland Trail Blazers de la NBA. Con 1,91 metros de estatura, juega en la posición de base.

## Trayectoria deportiva

### Instituto
Henderson jugó baloncesto para la escuela secundaria Carlton J. Kell en Marietta, Georgia . Como estudiante de segundo año, fue nombrado Jugador del Año Clase 5A después de llevar a su equipo a las semifinales estatales. Anotó 49 puntos, el máximo de su carrera, contra Miller Grove High School. Como júnior, Henderson promedió 32 puntos, siete rebotes y seis asistencias por juego, ayudando a su equipo a alcanzar el título estatal. Obtuvo los honores de Jugador del Año Clase 6A.

### Reclutamiento
El 21 de marzo de 2021, anunció que se uniría a NBA G League, renunciando al baloncesto universitario. Eligió la G League sobre las ofertas de Auburn y Georgia.

#### Estadísticas
| Año     | Equipo          | PJ | PT | MPP  | %TC  | %3P  | %TL  | RPP | APP | ROB | TPP | PPP  |
| ------- | --------------- | -- | -- | ---- | ---- | ---- | ---- | --- | --- | --- | --- | ---- |
| 2021–22 | G League Ignite | 10 | 4  | 31.5 | .460 | .250 | .778 | 4.6 | 4.8 | 1.6 | .3  | 14.7 |
| 2022–23 | G League Ignite | 19 | 18 | 30.7 | .429 | .275 | .764 | 5.4 | 6.5 | 1.1 | .5  | 16.5 |
| Total   | Total           | 29 | 22 | 31.1 | .445 | .263 | .771 | 5.0 | 5.7 | 1.6 | .4  | 15.6 |

### Profesional
El 21 de mayo de 2021, Henderson firmó con NBA G League Ignite, un equipo de desarrollo afiliado a la NBA G League. Registró 31 puntos, seis rebotes, cinco asistencias y tres robos contra los Guerreros de Santa Cruz en su segundo encuentro como profesional.
El 4 de octubre de 2022, Henderson registró 28 puntos y 9 asistencias en la victoria por 122–115 contra los Metropolitanos 92. En este partido se enfrentaba al número 1 del Draft de la NBA 2023 Victor Wembanyama.
Fue elegido en la tercera posición del Draft de la NBA de 2023 por los Portland Trail Blazers. El 25 de octubre debutó en la NBA anotando 11 puntos ante Los Angeles Clippers. El 1 de noviembre, sufrió un esguince en el tobillo derecho además de una contusión ósea, en un encuentro contra los Detroit Pistons y estuvo de baja hasta que el 21 de noviembre, fue asignado al afiliado de la G League, los Rip City Remix, para continuar con su recuperación. Una vez recuperado regresó al equipo y esa temporada disputó 62 encuentros, 32 de ellos como titular. El 29 de marzo registró el peor plus-minus de la historia de la NBA, con un -58 en la derrota por 142–82 ante Miami Heat.
Durante su segunda temporada en Portland, el 14 de enero de 2025, anotó 39 puntos ante Brooklyn Nets.

## Estadísticas de su carrera en la NBA

### Temporada regular
| Año     | Equipo   | PJ  | PT | MPP  | %TC  | %3P  | %TL  | RPP | APP | ROB | TPP | PPP  |
| ------- | -------- | --- | -- | ---- | ---- | ---- | ---- | --- | --- | --- | --- | ---- |
| 2023-24 | Portland | 62  | 32 | 28.5 | .385 | .325 | .819 | 3.1 | 5.4 | .8  | .2  | 14.0 |
| 2024-25 | Portland | 66  | 10 | 26.7 | .419 | .354 | .767 | 3.0 | 5.1 | 1.0 | .2  | 12.7 |
| Total   | Total    | 128 | 42 | 27.5 | .401 | .340 | .793 | 3.1 | 5.2 | .9  | .2  | 13.3 |